# Kadathanamale, Bangalore North
Kadathanamale là một làng thuộc tehsil Bangalore North, huyện Bangalore Urban, bang Karnataka, Ấn Độ.